# Strafgefangenenlager Oberems
Das Strafgefangenenlager Oberems war eines der fünf großen Gefangenenarbeitslager im Deutschen Reich. Es war das einzige Strafgefangenenlager auf dem heutigen Gebiet von Nordrhein-Westfalen. Die erste Gefangenenarbeitsstelle wurde im Jahr 1900 in Liemke (heute Schloß Holte-Stukenbrock) eingerichtet. Das Lager bestand bis 1945 und wurde ab 1933 erheblich ausgeweitet. 
Das Strafgefangenenlager Oberems ist bisher nur unzureichend erforscht. Es bestand aus über 50 Arbeitsstellen (den sogenannten „Kommandos“) und befand sich großteils auf dem Gebiet des heutigen Kreises Gütersloh. Bei seiner Auflösung wurde es in die Justizvollzugsanstalt Bielefeld-Senne eingegliedert. Die Verwaltung des Lagers befand sich in Gütersloh.

## Außenstellen
Es sind 52 Außenstellen belegt. Dazu zählen u. a. auch Außenstellen bei den Firmen August Storck (Werther), Marten (Gütersloh) sowie Westag und Westfalia (beide Wiedenbrück).
In Bielefeld wies das Strafgefangenenlager Oberems sieben Außenstellen auf; diese waren ab 1937 Altenhagen, Ober-Jöllenbeck, Quelle, Schröttinghausen (Schröttinghauser Straße 12a), im Jahr 1938 kam eine Außenstelle in Senne I hinzu, ab 1944 eine Außenstelle in Brackwede bei der Firma Rabeneick. Ab 1929 war eine Außenstelle in Windelsbleiche in Betrieb.
Ab 1907 waren in Gütersloh die Außenstellen in Avenwedde an der Landstraße Gütersloh-Friedrichsdorf, in Isselhorst, Spexard, in den 1930er-Jahren kamen in Pavenstädt (Pavenstädter Weg, ab 1933) und in Blankenhagen (Blankenhagener Weg, ab 1937), sowie die Außenstellen Gütersloh I bei der Firma Sewerin, Gütersloh II bei der Firma Vogt und Wolf und Gütersloh 3 bei der Firma I.F. Marten hinzu. In Kattenstroth befand sich ebenfalls eine der neun Gütersloher Außenstellen.
In Halle-Eggeberg (ab 1931), in Harsewinkel (ab 1936) und Harsewinkel-Beller (im Haus Beller 87) (ab 1939) befanden sich Außenstellen. In Herzebrock-Clarholz befanden sich in Herzebrock-Pixel (Pixeler Straße 3, ab 1925) und in Clarholz (ab 1925), wie auch in Hövelhof-Espeln an der Weststraße in Delbrück (ab 1932) und Hövelhof (bei den Geha Möbelwerken, heute Gehastraße 2–4, ab 1942) Außenstellen. Zu diesen kam 1937 eine in Lippstadt-Dedinghausen ab 1937 sowie eine in Osterfelde.
In Langenberg waren ab 1930 die Außenstelle Langenberg, ab 1936 die Außenstelle Lippentrupp und ab 1942 beziehungsweise ab 1943 die Außenstellen Langenberg I (bei der Firma Bartels, heute Lippstädter Straße 4) und II (Stromberger Straße) in Betrieb. Den im Jahr 1907 in Rheda-Wiedenbrück errichteten Außenstellen, welche sich in Batenhorst, Lintel und Röckinghausen folgten Außenstellen in St. Vit (St. Viter Straße, später in „Wiedenbrück“ umbenannt) im Jahr 1928 und in Wiedenbrück (zuvor unter „Gefangenenarbeitsstelle St. Vit“) im Jahr 1939, sowie im Jahr 1942 in Rheda auf dem Firmengelände Rawe & Co, heute Nonenstraße, Wiedenbrück II (bei der Firma Westfalia / Franz Knöbel & Söhne, heute Am Sandberg) und Wiedenbrück III (bei der Firma Bresser & Co, heute Westag & Getalit AG, Hellweg). In Rheda war eine Außenstelle bei der Firma Hagedorn ansässig.
In Rietberg-Mastholte (Gemeinde Moese) befand sich ab 1938 eine Außenlage des Strafgefangenenlagers Oberems, genauso wie in Rietberg-Rietberg und auf den Schlössern Rietberg (bei Tenge) und Holte-Stukenbrock (Liemke, ab 1900).
Zwei weitere Außenlager befanden sich in Steinhagen (ab 1936) und Steinhagen-Amshausen bei der Firma Schlichte ab 1944 Außenstellen; in Verl (Verl 291, heute Dalkeweg 27, ab 1908), Verl-Bornholte (Bornholte 81, später Paderborner Straße 185, vermutlich ab 1922), Verl-Sende (Sende 246, heute Im Bruch 31, ab 1938) und Verl-Sende-Süd (Sende 28, heute Am Ölbach 283, ebenfalls ab 1938) wurden ebenfalls Außenstellen errichtet, genauso wie in Werther-Isingdorf (vermutlich ab 1937) und Werther bei der Süßwarenfabrik Storck ab 1942.